# Gyrtona ferriceps
Gyrtona ferriceps là một loài bướm đêm trong họ Noctuidae.